# Hans Richter (dirigent)

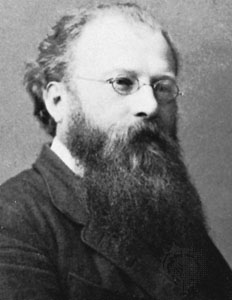
Hans Richter in 1876

János (Hans) Richter (Győr, 4 april 1843 - Bayreuth, 5 december 1916) was een Oostenrijks-Hongaars dirigent, en belangrijk vertolker van de muziek van Richard Wagner.
Richter kreeg al op vierjarige leeftijd pianoles van zijn moeder. Hij zong in het domkoor, waarvan zijn vader de leiding had. Na het overlijden van zijn vader kwam Richter terecht op het Löwenburgsche Konvikt, de school die jongens opleidt voor de beroemde Wiener Sängerknaben. 
Door een aanbeveling van de kapelmeester van het Kärntnertortheater, waar Richter hoorn speelde (1862-1866), kwam hij onder de aandacht van Richard Wagner en werd diens assistent. Tijdens een concert in Bazel kropen Richter en Wagner achter de piano en speelden samen het hoorntrio in Es, opus 40 van Johannes Brahms.
In zijn leven heeft Hans meer dan 4500 concerten en opera's gedirigeerd. Hij leidde de première van Wagners Der Ring des Nibelungen in Bayreuth (1876). Op 25 december 1879 dirigeerde hij de Siegfried-Idyll bij de Wagners thuis in Luzern. Hij leidde de eerste uitvoeringen van de symfonieën 1, 3, 4 en 8 van Anton Bruckner en van de Enigmavariaties en symfonie nr 1 van Edward Elgar. Hij was van 1900 tot 1911 de vaste dirigent van Hallé Orchestra. 
In 1913 werd hij benoemd tot ereburger van Bayreuth.
- Bibsys: 90811949
- Biblioteca Nacional de España: XX1589974
- Bibliothèque nationale de France: cb13927605m (data)
- Gemeinsame Normdatei: 118744984
- International Standard Name Identifier: 0000 0000 6654 903X
- Library of Congress Control Number: n92096016
- MusicBrainz: 7e630ae3-5589-44c6-99b1-02b8907033ea
- Nationale Bibliotheek van Tsjechië: kup19960000082646
- Nationale Bibliotheek van Israël: 987007273285205171
- Nederlandse Thesaurus van Auteursnamen: 071088113
- Istituto Centrale per il Catalogo Unico: MUSV055297
- SNAC: w6gq6z99
- Système universitaire de documentation: 078617065
- Virtual International Authority File: 59272058
- WorldCat: E39PBJm96TygRMBxHYgfdmqfbd